# Libertatia
Libertatia (também conhecida como Libertalia) foi supostamente uma colônia fundada no séc. XVII em Madagáscar por piratas, sobre a liderança do Henry Every Thomas Tew. Ainda se encontra em discussão se de facto Libertatia realmente existiu ou não. Foi descrita no livro A General History of the Pyrates de Capitão Charles Johnson, um indivíduo de outra maneira desconhecido, que pode ter sido um pseudónimo de Daniel Defoe. Grande parte do livro é uma mistura de factos e ficção, sendo que é possível que Libertatia tenha sido inteiramente fabricada.
De acordo com a descrição de Johnson, Libertatia durou 25 anos. A localização não é bem conhecida, no entanto, algumas fontes referem que se prolongava desde a baía de Antongil até Mananjary, incluindo a Ilha Sainte-Marie e Foulpointe.
Fabricada a partir da sua lenda, a cervejeira Skol lançou uma cerveja de nome 'Libertalia', cuja publicidade é largamente centrada na história da pirataria na ilha.

## Na cultura popular

### Filmes
- Against All Flags (1952)
- The King's Pirate (1967)

### Jogos
- Uncharted 4: A Thief's End (2016)
- Fallout 4